# Hartley Coleridge

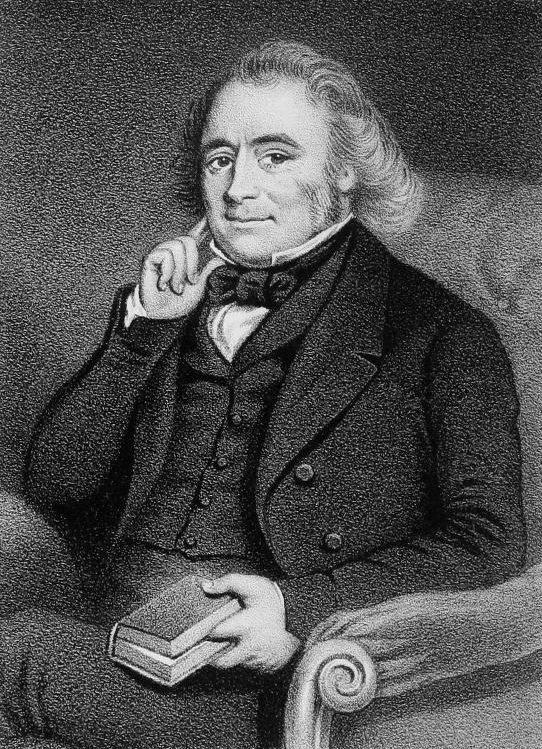
Hartley Coleridge

Hartley Coleridge (Clevedon, Somerset, 19 september 1796 - 
Grasmere, 6 januari 1849) was een Engels schrijver. Hij was de oudste zoon van de dichter Samuel Taylor Coleridge. 
Na de scheiding van zijn ouders werd Hartley opgevangen door Robert Southey en opgeleid in Keswick en Ambleside. Hij ging vervolgens in 1815 naar de Universiteit van Oxford en verwierf in 1820 een 'fellowship' aan Oriel College. Na zijn proefjaar werd hij hier echter van ontheven wegens 'onmatigheid'. De autoriteiten wilden de beslissing niet terugdraaien, maar gaven wel een compensatie in de vorm van 300 pond.
Nu hij zijn carrière niet kon opbouwen in de universitaire wereld, trok hij naar Londen, waar hij privélessen gaf en korte gedichten schreef voor kranten. Zijn werk, met name zijn sonnetten, werd beschouwd als veelbelovend, maar heeft niettemin geen blijvende indruk achtergelaten. Zijn broer Derwent Coleridge verzorgde een uitgave van de Complete Poems in 1851.

## Werk
- Biographia Borealis, or The Lives of Northern Worthies (1833)
- Life of Marvell (1835)
- The Dramatic Works of Massinger and Ford (1840)